# Караев, Асад Гасан Али оглы
Асад Гасан Али оглы Караев (азерб. Əsəd Həsənəli oğlu Qarayev; 1884, село Каргабазар, Елизаветпольская губерния — 11 января 1938, Баку, Азербайджанская ССР) — азербайджанский общественный и политический деятель. Председатель Исполнительного комитета Карягинского уезда, народный комиссар земледелия Азербайджанской ССР (1937), Член ЦИК Закфедерации, историк, публицист.

## Биография
Асад Гасан Али оглы Караев родился 1884 года в крестьянской семье в селе Каргабазар Джебраильского уезда Елизаветпольской губернии. Учился в русско-татарской школе в Каргабазаре. В 1902 году приехал в Баку и поступил работать учеником слесаря на нефтяной промысел Манташева в Балаханах. В 1904 г. вступил в РСДРП. В конце 1905 г. избран членом Бакинского совета. Активно участвовал в работе Союза нефтепромышленных рабочих. В 1914 и 1917 гг. вёл революционную работу среди крестьян Карягинского уезда.
- В феврале 1917 — член Карягинского Совета РСДРП(о): член Исполнительного комитета Карягинского комитета РСДРП(о)
- С апреля 1917 — член объединённого Елизаветпольского комитета и Совета
- С февраля 1918 — член партии «Гуммет»
- С июля 1920 — председатель карабахского ревкома[1]
- 1935 — народный комиссар земледелия Азербайджанской ССР
- 1937 - управляющий конторой «Заготзерно» в г.Баку.[2]

Арестован в 1937 году как участник с 1936 года контрреволюционной организации в Азербайджане (Фарадж-заде, Везиров, Касумов и др.), вербовавший кадры для повстанческих групп. Включен в Сталинский расстрельный список от 7 декабря 1937 г. по 1-й категории (расстрел). Приговорён выездной сессией Военной коллегии Верховного суда СССР 30 декабря 1937 г. по обвинению в контрреволюционной националистической деятельности к высшей мере наказания - расстрелу. Приговор приведён в исполнение 11 января 1938 года.
Супруга бывшего председателя Карабахского ревкома Асада Караева — Ситара Караева, была осуждена и погибла в лагере. Одну из дочерей Караева исключили из партии, несовершеннолетних детей выселили из квартиры.
Реабилитирован посмертно Военной коллегией Верховного суда СССР 27 апреля 1957 года за отсутствием состава преступления. По заявлению сына покойного (Рафика Караева) 10 сентября 1957 года Бюро ЦК КП Азербайджана посмертно восстановила покойного в рядах КПСС, из которой он был исключен в августе 1937 года в связи с арестом органами НКВД.

### Председатель Карабаха
Председатель Карабахского губернского ревкома Асад Караев в своих письмах-наставлениях Герусинскому (Горисскому) уездному ревкому 19-го июля 1920 г. Он писал: «Глубоко ошибочна была ваша старая политика, то есть занятие Карабаха и Зангезура войсками. Мы знаем, что наши войска разбиты и отступили, а сегодня вместо войска наши деньги делают чудеса. Снова и снова повторяю мой совет— не жалеть никакой суммы, увеличьте жалование, дайте наградные и все то, что они хотят. Правительство постановило для присоединения Карабаха и Зангезура к Азербайджану отпустить 200 миллионов рублей, надо поторопиться. Может вдруг положение измениться, Англия не спит.
В Баку есть сомнения и предположения, что она может привлечь Турцию в свою сторону. Если это случится до присоединения Зангезура к Азербайджану, то Зангезур можно считать опять потерянным. Ну, Аллах благословит Вас, старайтесь, время не ждет.
С товарищеским приветом Асад Караев».
Через день, 21 июля, Асад Караев тому же председателю давал указания в том же духе. Он писал: «До сих пор еще не обезоружено 90 % зангезурских деревень. Это печально. Но более печально то, что до сих пор не обезглавлено зангезурское дашнакы. Его интеллигенция и главари военные до сих пор остаются в деревнях… Постарайтесь, чтобы все видные и нужные дашнакы были арестованы…».